# Терр'єнте
Терр'єнте (ісп. Terriente) — муніципалітет в Іспанії, у складі автономної спільноти Арагон, у провінції Теруель. Населення — 186 осіб (2010).
Муніципалітет розташований на відстані близько 190 км на схід від Мадрида, 34 км на захід від міста Теруель.
На території муніципалітету розташовані такі населені пункти: (дані про населення за 2010 рік)
- Терр'єнте: 132 особи
- Ель-Вільярехо: 54 особи

## Демографія
Динаміка населення (INE ):

## Галерея зображень

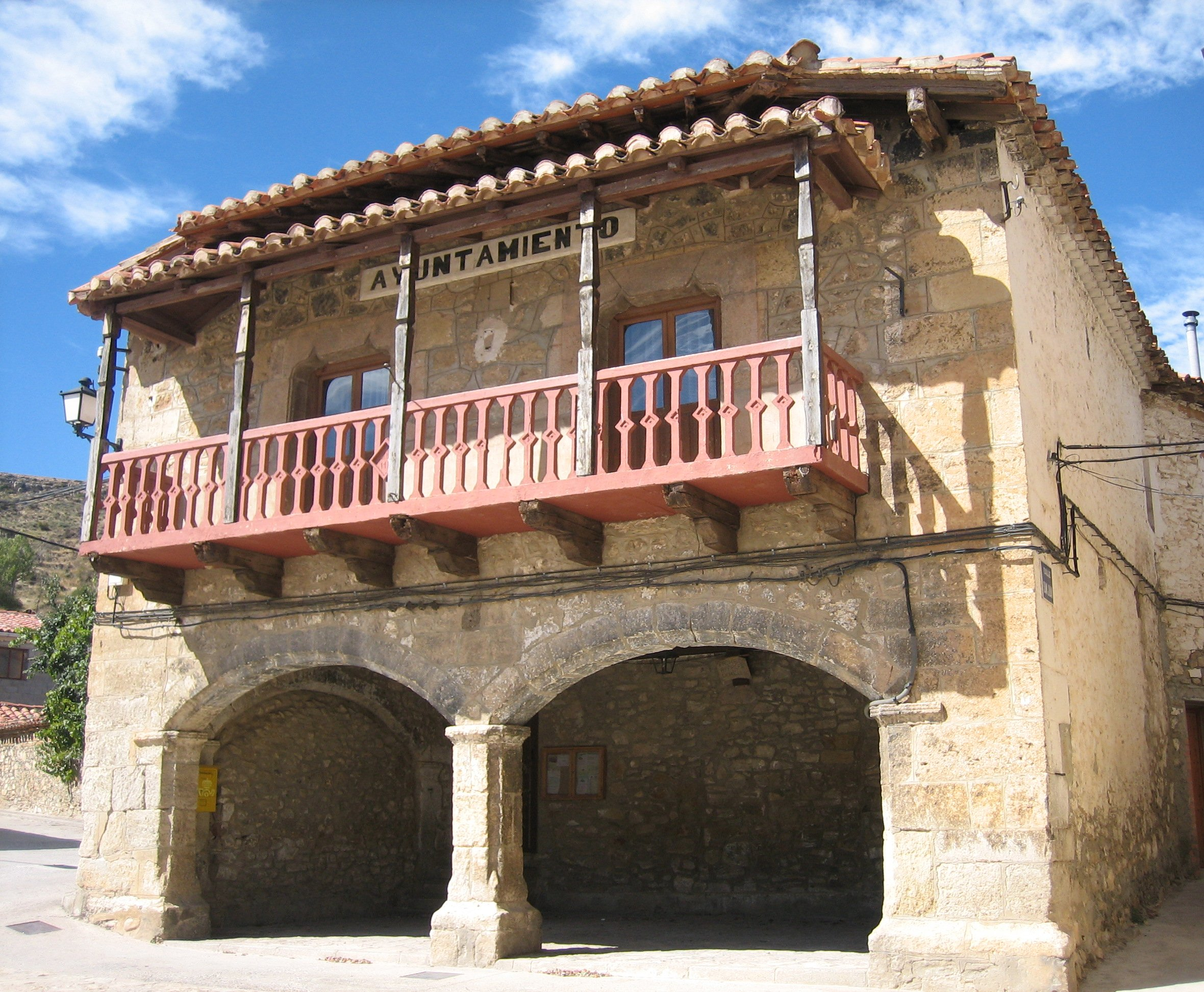
Муніципальна рада